# Öländsk dvärghöna

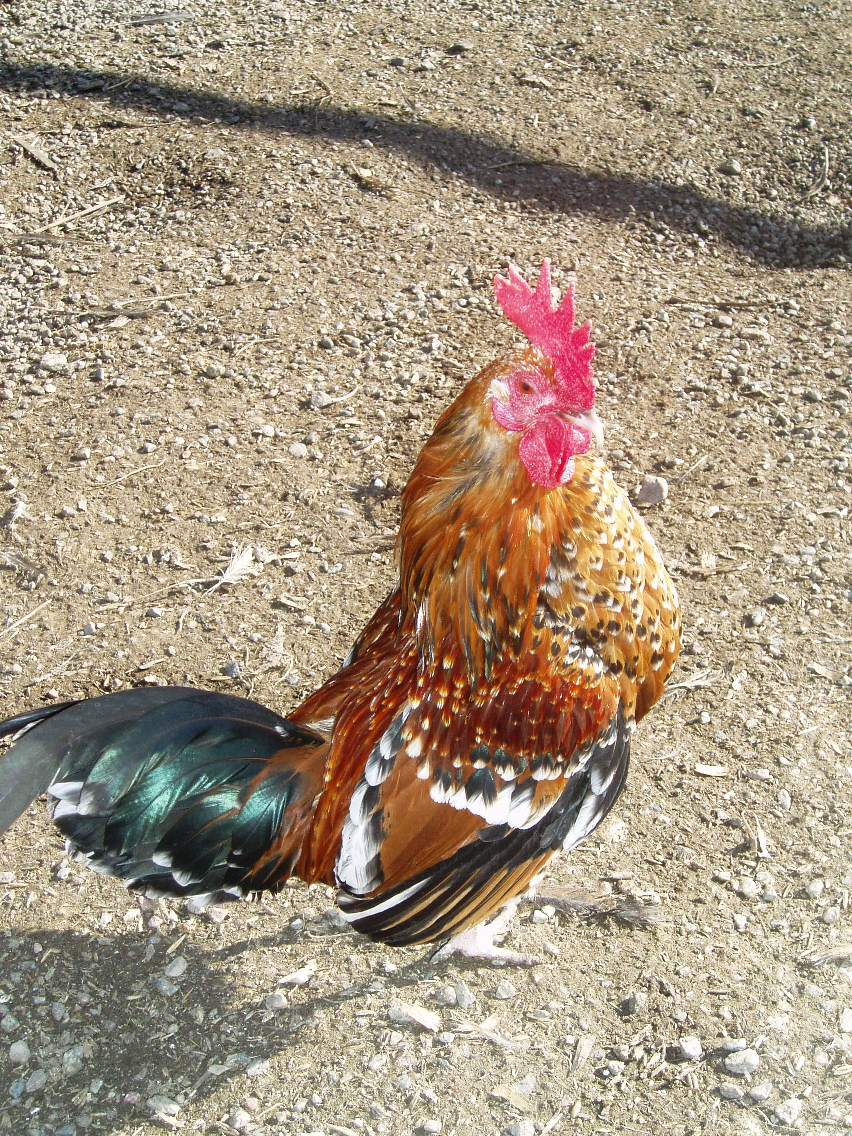
Tupp

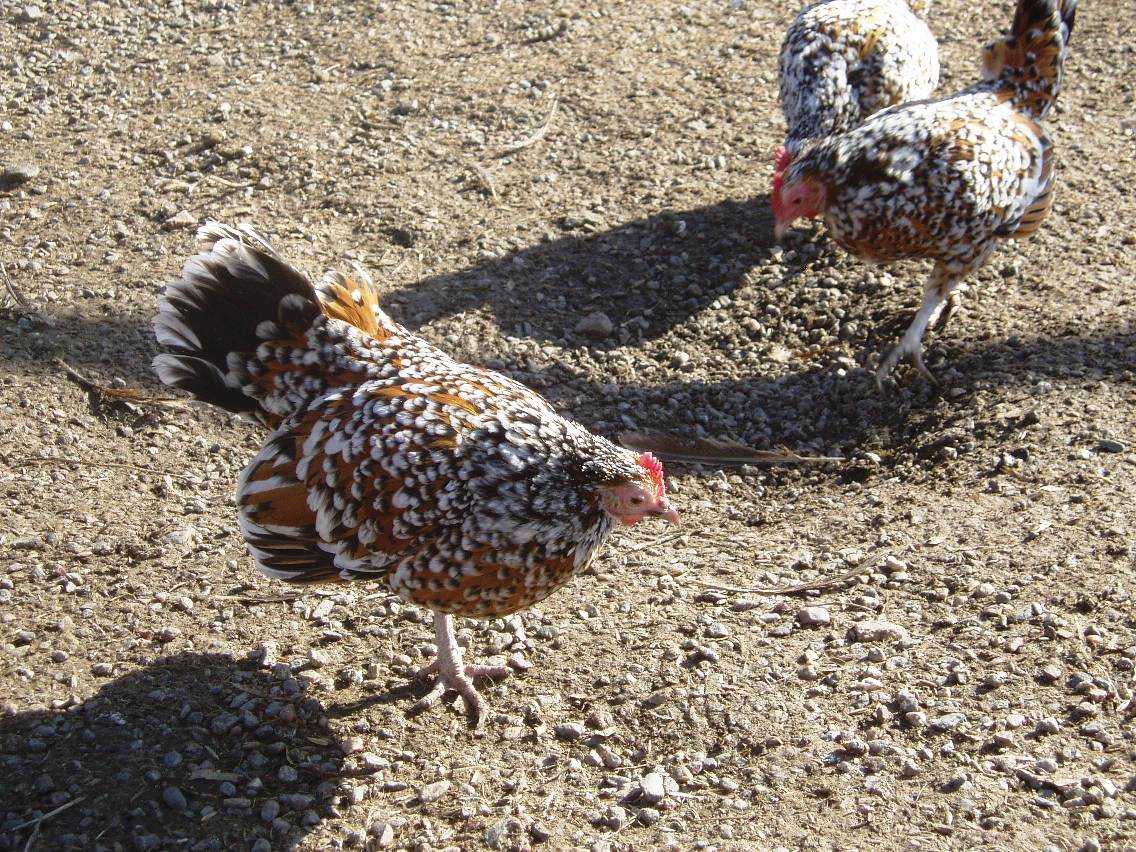
Höns

Öländsk dvärghöna härstammar troligen från de dvärghöns som förr kallades trädgårdshöns av engelsk härkomst. De engelska hönsen var förmodligen upphovet till standardrasen Mille Fleur. Den infördes säkert även i Sverige. De första dvärghönsen omnämns inte före 1800-talet och då allt som oftast och felaktigt som pärlhöns. Öländsk dvärghöna är idag en lantras som härstammar från byarna Petgärde och Asklunda.
Öländsk dvärghöna är i dag en godkänd Svensk lantras av Jordbruksverket som har givit Svenska Lanthönsklubben uppdraget att bedriva genbank.
Vikt: höna 0,5-0,8 kg; tupp 0,6-1 kg;